# Marco Miltkau
Marco Miltkau, född den 18 augusti 1990 i Bergisch Gladbach, är en tysk landhockeyspelare.

## Karriär
Marco Miltkau ingick i det tyska landhockeylaget som tog silver vid OS 2024.